# Pleurotomella packardii
Pleurotomella packardii là một loài ốc biển, là động vật thân mềm chân bụng sống ở biển trong họ Conidae.

## Miêu tả
Loài này có kích thước giữa 15 mm và 22 mm

## Phân bố
Chúng phân bố ở bathyal tây bắc Đại Tây Dương và ở Vịnh Maine.